# Paul Stewart
Paul Andrew Stewart (ur. 7 października 1964 w Manchesterze) – angielski piłkarz grający na pozycji defensywnego pomocnika, a czasami też napastnika. W swojej karierze rozegrał 3 mecze w reprezentacji Anglii.

## Kariera klubowa
Swoją karierę piłkarską Stewart rozpoczął w klubie Blackpool. W 1981 roku awansował do kadry pierwszej drużyny i w sezoni 1981/1982 zadebiutował w niej Division Four. W sezonie 1984/1985 awansował z Blackpool do Division Three. W marcu 1987 roku przeszedł do grającego w Division One, Manchesteru City, a w sezonie 1986/1987 spadł z nim do Division Two.
Latem 1988 roku Stewart przeszedł za kwotę 1,7 miliona funtów do Tottenhamu Hotspur. W Tottenhamie swój debiut zanotował 1 października 1988 w zremisowanym 2:2 domowym meczu z Manchesterem United. W pierwszym sezonie grał w Tottenhamie jako napastnik, a w kolejnych już jako pomocnik. W Tottenhamie występował do lipca 1992.
29 lipca 1992 Stewart został sprzedany za 2,3 miliona funtów do Liverpoolu. Zadebiutował w nim 16 sierpnia 1992 w przegranym 0:1 wyjazdowym meczu z Nottingham Forest. W Liverpoolu jednak nie przebił się do podstawowego składu i bywał wypożyczany do innych klubów. W 1994 roku grał na wypożyczeniu w Crystal Palace i Wolverhampton Wanderers, a w 1995 roku - w Burnley.
W 1995 roku Stewart został wypożyczony do Sunderlandu, w którym swój debiut zanotował 30 sierpnia 1995 w wyjazdowym meczu z Port Vale (1:1). W marcu 1996 został sprzedany do Sunderlandu. Z kolei w 1997 roku przeszedł do Stoke City, w którym grał w sezonie 1997/1998. Karierę kończył w 2000 roku w amatorskim Workington.
| Sezon   | Klub                    | Kraj   | Rozgrywki      | Mecze | Bramki |
| ------- | ----------------------- | ------ | -------------- | ----- | ------ |
| 1981/82 | Blackpool               | Anglia | Division Four  | 14    | 3      |
| 1982/83 | Blackpool               | Anglia | Division Four  | 38    | 7      |
| 1983/84 | Blackpool               | Anglia | Division Four  | 44    | 10     |
| 1984/85 | Blackpool               | Anglia | Division Four  | 31    | 7      |
| 1985/86 | Blackpool               | Anglia | Division Three | 42    | 8      |
| 1986/87 | Blackpool               | Anglia | Division Three | 32    | 21     |
| 1986/87 | Manchester City         | Anglia | Division One   | 11    | 2      |
| 1987/88 | Manchester City         | Anglia | Division Two   | 40    | 24     |
| 1988/89 | Tottenham Hotspur       | Anglia | Division One   | 30    | 12     |
| 1989/90 | Tottenham Hotspur       | Anglia | Division One   | 28    | 8      |
| 1990/91 | Tottenham Hotspur       | Anglia | Division One   | 35    | 3      |
| 1991/92 | Tottenham Hotspur       | Anglia | Division One   | 38    | 5      |
| 1992/93 | Liverpool               | Anglia | Premier League | 24    | 1      |
| 1993/94 | Liverpool               | Anglia | Premier League | 8     | 0      |
| 1993/94 | Crystal Palace          | Anglia | Division One   | 18    | 3      |
| 1994/95 | Wolverhampton Wanderers | Anglia | Division One   | 8     | 2      |
| 1994/95 | Burnley                 | Anglia | Division One   | 6     | 0      |
| 1995/96 | Liverpool               | Anglia | Premier League | 0     | 0      |
| 1995/96 | Sunderland              | Anglia | Division One   | 12    | 1      |
| 1996/97 | Sunderland              | Anglia | Premier League | 24    | 4      |
| 1997/98 | Stoke City              | Anglia | Division One   | 22    | 3      |

## Kariera reprezentacyjna
W 1987 roku Stewart rozegrał 1 mecz i strzelił 1 gola w reprezentacji Anglii U-21. W dorosłej reprezentacji zadebiutował 11 września 1991 w przegranym 0:1 towarzyskim meczu z Niemcami, rozegranym w Londynie.
| Mecze i gole w reprezentacji | Mecze i gole w reprezentacji | Mecze i gole w reprezentacji | Mecze i gole w reprezentacji | Mecze i gole w reprezentacji | Mecze i gole w reprezentacji | Mecze i gole w reprezentacji |
| #                            | Data                         | Stadion                      | Rywal                        | Wynik                        | Gol                          | Rozgrywki                    |
| 1991                         | 1991                         | 1991                         | 1991                         | 1991                         | 1991                         | 1991                         |
| ---------------------------- | ---------------------------- | ---------------------------- | ---------------------------- | ---------------------------- | ---------------------------- | ---------------------------- |
| 1.                           | 11.09.1991                   | Londyn, Anglia               | Niemcy                       | 0:1                          | 0                            | towarzyski                   |
| 1992                         |                              |                              |                              |                              |                              |                              |
| 2.                           | 25.03.1992                   | Praga, Czechosłowacja        | Czechosłowacja               | 2:2                          | 0                            | towarzyski                   |
| 3.                           | 29.04.1992                   | Moskwa, Rosja                | WNP                          | 2:2                          | 0                            | towarzyski                   |